# MÁV 383 sorozat
A NkNb 4-7 a Nagykikinda-Nagybecskereki HÉV  (NkNb) szertartályosgőzmozdony-sorozata volt.
Az  NkNb 1-3 sorozatú szertartályos mozdonyok nem bizonyultak megfelelőnek, ezért a NkNb négy erősebb mozdonyt rendelt, melyeket az  Steg 1891-1892-ben készített el. A mozdonyok nagyobb hajtókerékkel készültek, mint az 1-3 pályaszámúak, így a legnagyobb sebességük elérte a 40 km/h-t. A gőzdóm az első kazánövön kapott helyet, a homokdóm a másodikon. A mozdonyok a 4-7 pályaszámokat kapták.
A NkNb HÉV államosítása során a mozdonyok is a MÁV tulajdonába kerültek, ahol előbb a XIIk osztály 5641-5644, majd 6641-6644. pályaszámokat kapták, végül 1911-től a 383 sorozatba osztották őket 001-0014 pályaszámokkal.

## Fordítás
Ez a szócikk részben vagy egészben  a   NkNb 4–7 című német Wikipédia-szócikk fordításán alapul.  Az eredeti cikk szerkesztőit annak laptörténete sorolja fel. Ez a jelzés csupán a megfogalmazás eredetét és a szerzői jogokat jelzi, nem szolgál a cikkben szereplő információk forrásmegjelöléseként.